# Тексты пирамид

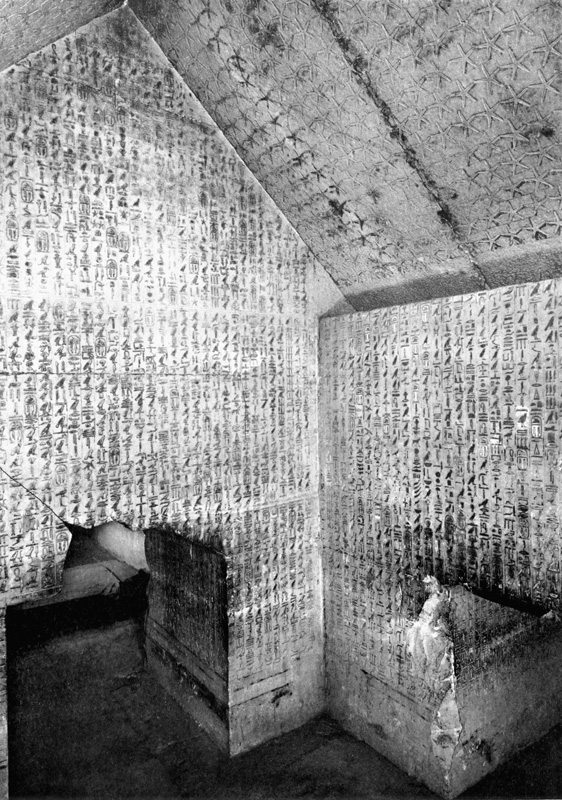
Тексты пирамид в передней пирамиде Униса. Северная (справа) и западная стена.

«Те́ксты пирами́д» — древнейшее произведение египетской религиозной и заупокойной литературы, дошедшее до нас. Название они получили по месту своего нахождения: они покрывают стены внутренних помещений пирамид, расположенных в Саккара, некрополе фараонов Мемфиса, и построенных где-то между 2350 и 2175 гг. до н. э. В этих пирамидах были погребены: фараон Унис V династии (середина XXIV в. до н. э.) и четыре фараона VI династии — Тети, Пепи I, Меренра и Пепи II Неферкара (XXII в. до н. э.). Таким образом, пирамиды, содержащие Тексты, были воздвигнуты в течение полутора веков. Сами тексты, скорее всего, старше пирамид и были созданы задолго до объединения Северного и Южного Египта (около 3000 г. до н. э.).
Следует учитывать то, что во всех самых крупных, так называемых Великих пирамидах IV династии «текстов пирамид» на стенах помещений нет. Некоторые редкие значки, надписи, рисунки, числа, отметки нивелировки в них оставлены строителями на каменных блоках и не имели никакого ритуального предназначения.

## Открытие
Тексты пирамид были открыты частично Огюстом Мариэттом в 1880 году, когда он начал обследование пирамид Саккара по инициативе Гастона Масперо. После смерти Мариэтта Масперо продолжил в 1881 году раскопки и к 1894-му издал все найденные им тексты, снабдив их переводом.

## Перевод
Несмотря на то что сравнительно небольшое количество текстов пострадало от времени и грабителей гробниц, их чтение, перевод и толкование до сегодняшнего дня создают немало проблем. Тексты очень сложны как в грамматическом, так и в лексическом отношениях, а орфография необычна (из-за своей древности). В них содержится много намёков на неизвестные нам мифы и легенды. Первая попытка перевода текстов принадлежит Гастону Масперо, который в 1882 г. начал по очереди публиковать иероглифические тексты и их переводы. Позже они были изданы одним томом в 1894 г..
В 1910 г. Курт Зете осуществил следующее издание Текстов. Он систематизировал их, сгруппировав в «Изречения» (Sprüche), пронумеровал (его нумерация текстов используется учёными до сих пор).
Тексты переводились и издавались на французском (Г. Масперо, Л. Спелеерс), немецком (К. Зете) и английском (С. А. Б. Мерсер, Р. О. Фолкнер, А. Пьянков) языках. Русский перевод начал, но не завершил русский учёный А. Л. Коцейовский, ученик основателя русской египтологии — Б. А. Тураева. В настоящее время полного перевода Текстов пирамид на русском языке не существует. В 2000 г. вышла книга с переводом части текстов (главы 1—254) А. Л. Коцейовского.

## Содержание
С. Мерсер выделяет среди Текстов пирамид следующие сюжеты:
1. Погребальный ритуал с приношением даров, что связано с представлением о воссоединении частей распавшегося тела, его оживлением и воскресением покойного царя.
2. Магические формулы в защиту от бед и несчастий.
3. Ритуал поклонения.
4. Религиозные гимны.
5. Мифические формулы, отождествляющие покойного царя с тем или иным божеством.
6. Молитвы и мольбы от имени покойного царя.
7. Прославления величия и могущества покойного царя на небесах (славословия).

Долгое время учёные считали, что отдельные тексты пирамид никак друг с другом не связаны, не составляют единого текста и их расположение внутри пирамиды обусловливается только желанием того, кто их там писал. Однако М. Э. Матье в 1947 г. предложила новый порядок чтения текстов (от входа в пирамиду к саркофагу фараона). Также она высказала точку зрения о том, что Тексты пирамид — это слова единого заупокойного ритуала, которые произносились во время той части этой церемонии, которая происходила внутри пирамиды.

## Отрывки[11]
Глава 1
1a. Светлая великая Нут говорит слова: Это мой сын, первенец имя рек , разверзающий ложесна.
b. Это мой любимец. Я успокоилась за него .
Глава 2
c. Геб говорит слова: Это мой родной сын и. р. __ __ __
d. __ __ __
Глава 3
2a. Великая, находящаяся посреди Нижнего дома, Нут говорит слова: Это мой сын и. р., мой любимец.
b. Поднятый на трон Геба, который успокоился за него,
с. который дал ему его наследие перед великой эннеадой.
3a. Все боги в ликовании. Они говорят: Прекрасен и. р. Его отец Геб успокоился за него.
Глава 4
b. Нут говорит слова: И. р.! Я дала тебе твою сестру Исиду.
c. Она схватывает тебя, она даёт твоё сердце тебе, твоему телу.
Глава 5
d. Нут говорит слова: И. р.! Я дала тебе твою сестру Нефтиду.
e(a). Она схватывает тебя, она дает твое сердце тебе, твоему телу.
Глава 6
4a. Великая нехебская Нут говорит: Мой любимец — это мой сын и. р.
4b. Я дала ему горизонты: овладевает ими он, то есть горизонтовый Гор.
c. Все боги говорят: Воистину, и р. наиболее любим тобою из твоих чад.
d. Для него избран амулет, вечность .
Глава 7
5a. Великая, находящаяся посреди дома окружения, Нут говорит слова: И. р. это сын моего сердца.
b. Я дала ему Дуат, поднимается  в неё  он, то есть Гор, глава Дуат.
c. Все боги говорят:

d. Твой отец Шу знает, что ты больше любишь и. р., чем свою мать Тефнут.